# Mimetismo Emsleyano

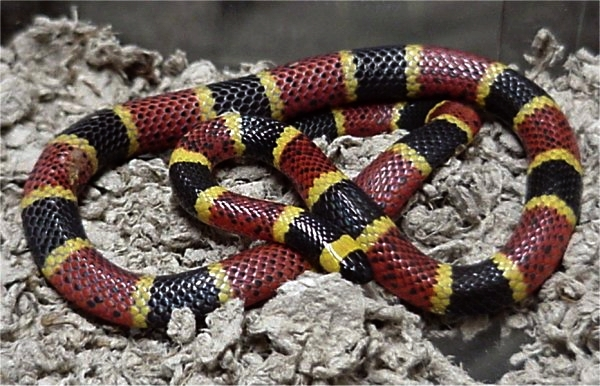
A mortal cobra coral do Texas, Micrurus tener (mímica Emsleyana/Mertensiana).

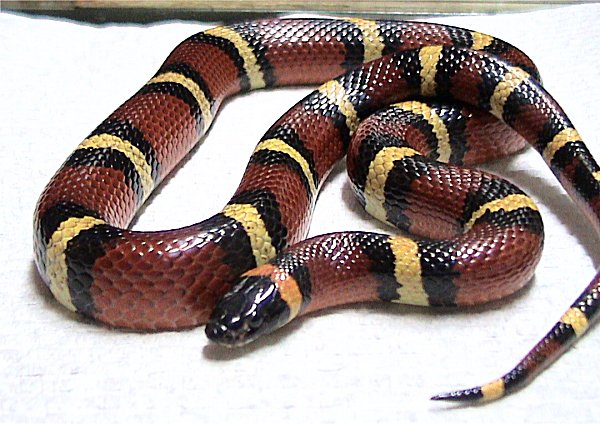
A inofensiva cobra de leite mexicana, Lampropeltis triangulum annulata (mímica Batesiana).

Mimetismo emsleyano, também chamado de mimetismo mertensiano, descreve um tipo incomum de mimetismo em que uma presa mortal imita uma espécie menos perigosa.

## História
O mimetismo emsleyano foi proposto pela primeira vez por M. G. Emsley como uma possível explicação para como uma espécie predadora poderia aprender a evitar um fenótipo aposemático de animais potencialmente perigosos, como a cobra-coral, quando o predador provavelmente morreria no primeiro encontro. 
A teoria foi desenvolvida pelo biólogo alemão Wolfgang Wickler em um capítulo de Mimicry in Plants and Animals, que a nomeou em homenagem ao herpetólogo alemão Robert Mertens. Na comunidade científica, Sheppard aponta que Hecht e Marien haviam proposto uma hipótese semelhante dez anos antes.

## Mimetismo de uma espécie menos mortal
O cenário para o mimetismo emsleyano é um pouco mais difícil de entender do que para outros tipos de mimetismo, já que, em outros tipos, geralmente é a espécie mais prejudicial que serve como modelo. Porém, se um predador morre, ele não pode aprender a reconhecer um sinal de advertência, como cores brilhantes em um padrão específico. Em outras palavras, não há vantagem em ser aposemático para um organismo que provavelmente matará qualquer predador que envenenar com sucesso; tal animal se beneficia mais sendo camuflado para evitar ataques completamente. No entanto, se houvesse outra espécie prejudicial, mas não mortal, e também aposemática, o predador poderia aprender a reconhecer suas cores de advertência específicas e evitar esses animais. Uma espécie mortal poderia, então, se beneficiar ao imitar o organismo aposemático menos perigoso, se isso reduzir o número de ataques.

## Mecanismos não emsleyanos

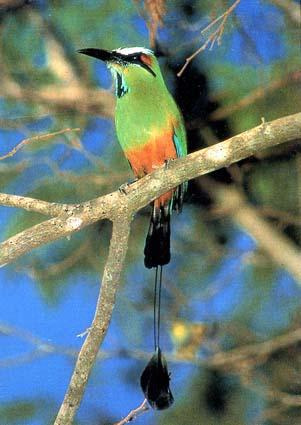
A udu turquesa (Eumomota superciliosa) evita inatamente as cobras com anéis vermelhos e amarelos.

Mecanismos não emsleyanos que alcançam o resultado observado, ou seja, que predadores evitam presas extremamente mortais, são possíveis. Alternativas propostas incluem aprendizado observacional [en] e evitação inata. Essas alternativas fornecem explicações diferentes do mimetismo emsleyano: se os predadores evitam instintivamente um padrão, não há necessidade de supor que a cobra mais mortal está imitando a espécie menos mortal nesses casos.

### Aprendizado observacional
Um dos mecanismos não emsleyanos é o aprendizado observacional, por exemplo, ao observar um congênere morrer. O predador observador então se lembra que a presa é mortal e a evita. Jouventin e colegas conduziram testes exploratórios em babuínos que sugeriram que isso era possível.

### Evitação inata
Outro mecanismo possível é que um predador pode não precisar aprender que uma presa é prejudicial, pois poderia ter uma programação genética instintiva para evitar certos sinais. Nesse caso, outros organismos poderiam se beneficiar dessa programação, e mimetismos Batesiano ou Mülleriano poderiam potencialmente evoluir.
Algumas espécies realmente reconhecem instintivamente certos padrões aposemáticos. Udu turquesa (Eumomota superciliosa), uma ave predadora, evita instintivamente cobras com anéis vermelhos e amarelos. Outras cores com o mesmo padrão, e até listras vermelhas e amarelas com a mesma largura dos anéis, foram toleradas. No entanto, modelos com anéis vermelhos e amarelos eram temidos, com as aves voando para longe e emitindo chamadas de alarme em alguns casos.
Os modelos não precisariam ser outras cobras. Milípedes vermelhos e pretos, grandes e de sabor desagradável, são comuns; várias espécies desses milípedes formam anéis de mimetismo Mülleriano, e algumas são modelos para mimetismo em lagartos.

## Sistema da cobra-coral
Algumas subespécies inofensivas de cobra-do-leite [en] (Lampropeltis triangulum), as cobras-coral-falsas moderadamente tóxicas (gênero Erythrolamprus) e as cobras-coral mortais (gênero Micrurus) possuem uma coloração de fundo vermelha com anéis pretos e brancos ou amarelos. Mais de 115 espécies, ou cerca de 18% das cobras do Novo Mundo, estão dentro desse sistema de mimetismo. Nesse sistema, Emsley afirmou que tanto as cobras-do-leite quanto as cobras-coral mortais são os miméticos, enquanto as cobras-coral-falsas são os modelos.
Foi sugerido que esse sistema poderia ser um caso de pseudomimetismo, com os padrões de cores semelhantes tendo evoluído independentemente em habitats semelhantes.